# Monte Velino
Monte Velino to masyw w Apeninach Środkowych w prowincji L’Aquila, region Abruzja, we Włoszech. Tam znajduje się trzeci, pod względem 
wysokości, szczyt Apeninów. Masyw leży na terenie Regionalnego Parku Naturalnego Sirente-Velino.